# سعد بن هشام بن عامر الأنصاري
سعد بن هشام بن عامر الأنصاري، ابن عم أنس بن مالك، كان من عباد التابعين والمواظبين على الغزو واستشهد بأرض مكران غازيًا.

## روايته للحديث النبوي
روى عن: عائشة أم المؤمنين وأنس بن مالك وسمرة بن جندب وعبد الله بن عباس حيث سأله عن وتر رسول الله ﷺ فدله على عائشة، وعن أبيه هشام بن عامر وأبي هريرة.
روى عنه: الحسن البصري وحميد بن عبد الرحمان الحميري وحميد بن هلال وزرارة بن أوفى.

## أقوال العلماء فيه
- أحمد بن شعيب النسائي: ثقة.
- ابن حجر العسقلاني: ثقة.
- محمد بن سعد كاتب الواقدي: ثقة إن شاء الله تعالى.[3]